# フィリップ4世 (フランス王)
フィリップ4世（フランス語: Philippe IV、1268年4月/6月 - 1314年11月29日）は、フランス王（在位：1285年 - 1314年）、およびナバラ王としてはフェリペ1世（バスク語: Filipe I.a、在位：1284年 - 1305年）。整った顔立ちのため「端麗王」（le Bel、ル・ベル）と称される。
官僚制度の強化に努め、やがて絶対王政へとつながる中央集権化の第一歩を踏み出した。対外的には、毛織物業で栄え経済的に豊かであったフランドル地方の支配を目指し、フランドル諸都市の市民と激しく争った。ローマ教皇とも対立し、フランス国内の支持を得てアナーニ事件を起こし、最終的には教皇権を王権に従えて教皇庁をアヴィニョンに移し（アヴィニョン捕囚、または「教皇のバビロン捕囚」）、また、テンプル騎士団を異端として弾圧し、解散に追い込み、後世「教皇を憤死させた王」として一部より悪評を得ることとなった。これらはそれぞれ、教会の徴税権に対する権益拡大と騎士団財産の没収を意味した。また、フィリップはパリ高等法院を創設して売官できるようにしたり、三部会を設置して市中からも資金を吸い上げたりした。フィリップは封建関係の頂点に立ち、国家の防衛や国益のために従来の慣習を超えて行動した。

## 生涯

### 生い立ち・結婚
1268年、フィリップ3世と最初の王妃イザベル・ダラゴンの子として生まれる。1276年に兄のルイが薨去したため、幼少時より次期フランス王として育てられた。1284年にナバラ女王ジャンヌ（フアナ1世）と結婚し、ナバラ王国とシャンパーニュ伯領を支配下に収めた。シャンパーニュ伯領は本領であるイル＝ド＝フランスと隣接しているため、両者の統合を図ることにより王の直轄領は非常に強化されることになった。
翌1285年に、アラゴン十字軍の遠征の帰りに病没した父フィリップ3世の後を継いで即位した。なお、アラゴンとの争いはナポリ王カルロ2世に対する義理立てであり、1291年に条約を結んで終結している。

### 治世
フィリップ4世の治世は中世ヨーロッパ王権における一つの転換期となっており、それまで普遍性を主張してきたローマ教皇や神聖ローマ皇帝の権威が相次いで衰退した時期にあたる。フィリップ4世はこれらに代わって君主権の強化をはかり、従来の聖職者に代えて「レジスト」と称される世俗の法曹家を官僚に採用するなど、官僚制度の強化に努め、中央集権化を進めて近代的な国家形成の先がけとした。
教皇のアヴィニョン捕囚（教皇のバビロン捕囚）やテンプル騎士団の解散など従来の教会権力に対し、強大なフランス王権の存在を誇示したが、最晩年には国王に対する封建諸侯の反動が起こり、イングランド王との領土問題も未解決のまま残され、後代に課題を残した。

### イングランド王・フランドル市民との戦い
1294年、フィリップ4世はフランス南西部ガスコーニュや北東のフランドルに勢力を伸ばそうとして、イングランド王エドワード1世を相手に戦争を開始した。
1294年から1299年まで続いたギュイエンヌ（アキテーヌ）の戦いでは、エドワード1世の関心がスコットランドに向けられ、フランスでの戦争は望んでいなかったため、アキテーヌ公としてフランス王に臣従することとガスコーニュの確保で和睦した。
フィリップ4世の関心は、経済的に豊かだったフランドルにあった。1297年からは、フランドルの都市市民やそれを支援するイングランド王と激しく争った。フランドルは毛織物生産によりヨーロッパ経済の中心の一つとなっていたが、原料である羊毛をイングランドから輸入していたため、イングランド王との関係が深かったのである。
フランドル伯は元々フランスの封建臣下であるが、しばしば対立しており、当時のフランドル伯ギー・ド・ダンピエールは娘をイングランド王太子エドワード（エドワード2世）と結婚させようと密かに動いており、フィリップ4世はこれを破談にするようギーに強要したが、ギーは最終的にこれを拒否し、イングランド王と結んで反抗した。1300年に和解交渉中に捕らえられ、その後幽閉されたが、フランドルの諸都市は同盟を組んでフランス王に抵抗した。1302年のコルトレイクにおける「金拍車の戦い」では、騎士団を中心とする優勢なフランス王軍は市民の歩兵が中心のフランドル軍に敗れているが、1305年のリール近辺のモン＝アン＝ペヴェルの戦いでは微妙ながら優勢であり、その後も両者の抗争は和睦と戦闘を繰り返しながら、フィリップ4世が崩御する1314年まで続いた。これらの戦役では王弟のヴァロワ伯シャルルが指揮官として活躍した。
この戦争で必要となった膨大な戦費を調達するために、フィリップ4世はフランスで初めて全国的課税を実施し、税はキリスト教会にも課せられた。

### 教皇ボニファティウス8世との対立
戦費調達のための教会課税は、教皇至上主義を掲げるローマ教皇ボニファティウス8世との激しい対立をもたらした。敬虔なキリスト教国フランスは教皇庁にとって収入源として重要な地位を占めていたため、教会課税は教皇にとって大きな痛手だったのである。そのためボニファティウス8世は、1300年を「聖年」に定めて盛大な祭典を挙行し、全聖職者のローマ巡礼を強制して死後の天国行きを確約した。そのため、ローマは何万という巡礼者であふれかえった。さらにボニファティウス8世は、1302年に「ウナム・サンクタム（唯一聖なる）」という教皇回勅を発し、教皇の権威は他のあらゆる地上の権力に優越すると宣し、さらにフィリップ4世に対し教皇の命に従うよう促した。
1302年、フィリップ4世は国内の支持を得るために、聖職者・貴族・市民の3身分からなる「三部会」と呼ばれる議会をパリのノートルダム大聖堂に設け、フランスの国益を宣伝して支持を求めた。人びとのフランス人意識は高まり、フィリップ4世は汎ヨーロッパ的な価値観を強要する教皇に対して、国内世論を味方につけた。これに対し、怒ったボニファティウス8世はフィリップ4世を破門し、フィリップ側も悪徳教皇弾劾の公会議を開くよう求めて、両者は決裂した。1303年、フィリップ4世は、腹心のレジスト（法曹官僚）ギヨーム・ド・ノガレに命じ、教皇の捕縛を謀った。ノガレの両親はかつて異端審問裁判で火刑に処せられていたため復讐に燃えており、教皇の政敵で財産没収と国外追放の刑を受けていたコロンナ家の一族と結託して、ローマ市南東方の教皇離宮所在地のアナーニを襲撃した（アナーニ事件）。ノガレとシアラ・コロンナは、教皇御座所に侵入し、ボニファティウス8世を「異端者」と面罵して退位を迫り、弾劾の公会議に出席するよう求めた。教皇捕縛には失敗したが、辱められたボニファティウス8世は憤死し、1305年、フィリップ4世は次の教皇にフランス出身のクレメンス5世を擁立した。

### クレメンス5世と「アヴィニョン捕囚」
ボルドーの大司教であった新教皇クレメンス5世は、当初からフィリップ4世の強い影響下にあり、その登位もフィリップが臨席した上でリヨンにおいて行われた。クレメンス5世は、一度もローマに入ることなく1309年、ローマ教皇庁をフランス南東部のアヴィニョンに遷した（アヴィニョン教皇庁）。アヴィニョンは当時ナポリ王国の所有する都市であったが、フランスの強い影響下にあり、これを歴史上「アヴィニョン捕囚」と呼んでいる。以後、約70年間、教皇庁はアヴィニョンにあって、教皇権はフランス王の強い影響の下に置かれることとなった。

### テンプル騎士団解体、そして崩御
1307年10月13日に、フランスに呼び出したテンプル騎士団総長ジャック・ド・モレーを含むフランスにおけるテンプル騎士団のメンバーを一斉に逮捕した。拷問による異端審問を行った後、教皇クレメンス5世に働きかけ、テンプル騎士団を解散させ、フランス国内の資産を没収した。1314年にはモレーら騎士団の最高幹部を異端として火刑にした。
テンプル騎士団の解体は、フランスなど各地に広大な所領と権力を持つ汎ヨーロッパ的な騎士団の存在が中央集権を目指す王権の障害になっていたほか、騎士団の資産とその金融システムの獲得が目的だったといわれる。
火刑の際、モレーはフィリップ4世と教皇クレメンス5世に呪いの言葉を発したといわれる。同年、フィリップ4世は狩りの最中に脳梗塞で倒れ、数週間後に生誕地のフォンテーヌブロー宮殿で崩御した。同年にはクレメンス5世も世を去っている。
遺体はサン＝ドニ大聖堂に埋葬されている。

## 性格・人物評価
しばしば、合理的だが貪欲で酷薄な人柄であるとの評価がくだされる。ナバラ王国とシャンパーニュ伯領を確保するために妃のジャンヌを毒殺したのではないかという噂が流れたこともあった。
その一方で、王としては、フィリップ2世やルイ9世とともに中世フランスの名君という評価がある。フランスでは、聖なる「聖油入れ」「ユリの花」「王旗」が神聖ローマ皇帝に対する対抗の象徴であり、フィリップ2世、ルイ9世のみならずフィリップ4世もまた、一貫して「いとも敬虔なる王」たることを主張して、自己の王権を権威づけたのである。

### 寡黙な王
パミエの司教ベルナール・セッセの人物評は「ワシミミズクのような人物。このうえもなく美しいが、とりえのない鳥である。ただ黙って人を見つめるだけなのだから」というものである。フィリップ4世が控えめで寡黙な王であったことは、同時代の残した記録によっても裏づけられる。1307年、フィリップ4世はテンプル騎士団への対応をめぐって、ポワティエでクレメンス5世で会談をもったことがあった。教皇は騎士団の解体に慎重で、フィリップ4世から詳細な説明を受けるものと思っていたが、実際は部屋を横切るほんの少しのあいだ話しただけで、主要な協議はすべて教皇と顧問官のあいだで行われた。上述のとおり、フィリップ4世の治世には時代の転換を告げる画期的な事件が次々に起こったが、王の寡黙さゆえに詳細が明らかになっていない側面がある。また、フィリップ4世の役割についても、国王は何ら積極的にかかわらず、すべてはレジストたちが案出したことであるという見解と、国王は表面に出ることを極力抑えながらも背後ですべてを統括していたという見解とに分かれ、議論の対象となっている。

### 敬虔な王
ボニファティウス8世との確執やテンプル騎士団の解散をめぐる醜聞から、目的のためには手段を選ばない合理主義者のように見なされがちであるが、個人的にはきわめて敬虔なキリスト教徒であり、祖父ルイ9世の列聖に尽力し、十字軍による聖地奪回を夢見ていた。晩年になって王妃ジャンヌが死去したのちは巡礼におもむき、断食の苦行をおこない、また、修道院をいくつも建立している。
フィリップ4世にあっては、稀に見る傲慢さと稀に見る敬虔さとが同居している。一見互いに矛盾しているようにみえる2つの性格は、フランスこそがキリスト教圏の中心に位置し、フランス王こそがヨーロッパ諸王のなかで最も敬虔なキリスト者であるという確信によって結びついていた。このような論理に立脚すれば、フランスに奉仕すること、王に忠勤を尽くすことが、とりもなおさずカトリック教会を守り、キリスト教を守護していくことにほかならない。そのためには、たとえ相手がローマ教皇であろうと戦うことをためらわない。ボニファティウス8世は、前任のローマ教皇ケレスティヌス5世を暗殺したとも一部で伝えられており、その正統性には疑問がもたれていたのである。

## 家系
王妃ジャンヌ（ナバラ女王フアナ）との間に7人の子を儲けた。ジャンヌと死別した当時フィリップ4世はまだ37歳と若かったが、再婚はせず、妻との思い出に生きた。
1. ルイ10世（1289年10月4日 - 1316年7月5日） - フランス王
2. マルグリット（1290年 - 1294年）-没年の1294年、3-4歳で後のカスティーリャ王フェルナンド4世と婚約していた。
3. ブランシュ (1291年-1294年)
4. フィリップ5世（1291年 - 1322年1月3日） - フランス王
5. シャルル4世（1294年 - 1328年） - カペー朝最後のフランス王
6. イザベル（1295年頃 - 1358年8月23日） - イングランド王エドワード2世と結婚
7. ロベール（1297年 - 1308年）

成人に達しえた息子3人はみな相次いでフランス王となったが、彼らの子供の大半、特に男子が全員夭折したため男系は途絶え、最終的にカペー朝は断絶する（特にシャルル4世は死後に生まれた末娘ブランシュ以外、全員が夭折する有様だった）。また娘イザベルはイングランド王エドワード2世の王妃となり、後にイングランド王家がフランス王位を請求する百年戦争の遠因となった。1328年に男子なくシャルル4世が死去したとき、フィリップ4世の子女のうちイザベルだけが存命であったため、女子相続を認めないフランスの慣習からすれば、イザベルの子エドワード3世にフランス王位継承権が移ると考えられたためであった。
ナバラ王位はルイ10世（ナバラ王ルイス1世）の娘ジャンヌ（フアナ2世）によって継承された。